# 1553
Portal Geschichte | Portal Biografien | Aktuelle Ereignisse | Jahreskalender | Tagesartikel

◄ |
15. Jahrhundert |
16. Jahrhundert
| 17. Jahrhundert | ►

◄ |
1520er |
1530er |
1540er |
1550er
| 1560er | 1570er | 1580er | ►

◄◄ |
◄ |
1549 |
1550 |
1551 |
1552 |
1553
| 1554 | 1555 | 1556 | 1557 | ► | ►►
Staatsoberhäupter  · Nekrolog   · Musikjahr
| Januar | Januar | Januar | Januar | Januar | Januar | Januar | Januar |
| Kw     | Mo     | Di     | Mi     | Do     | Fr     | Sa     | So     |
| ------ | ------ | ------ | ------ | ------ | ------ | ------ | ------ |
| 52     |        |        |        |        |        |        | 1      |
| 1      | 2      | 3      | 4      | 5      | 6      | 7      | 8      |
| 2      | 9      | 10     | 11     | 12     | 13     | 14     | 15     |
| 3      | 16     | 17     | 18     | 19     | 20     | 21     | 22     |
| 4      | 23     | 24     | 25     | 26     | 27     | 28     | 29     |
| 5      | 30     | 31     |        |        |        |        |        |

| Februar | Februar | Februar | Februar | Februar | Februar | Februar | Februar |
| Kw      | Mo      | Di      | Mi      | Do      | Fr      | Sa      | So      |
| ------- | ------- | ------- | ------- | ------- | ------- | ------- | ------- |
| 5       |         |         | 1       | 2       | 3       | 4       | 5       |
| 6       | 6       | 7       | 8       | 9       | 10      | 11      | 12      |
| 7       | 13      | 14      | 15      | 16      | 17      | 18      | 19      |
| 8       | 20      | 21      | 22      | 23      | 24      | 25      | 26      |
| 9       | 27      | 28      |         |         |         |         |         |

| März | März | März | März | März | März | März | März |
| Kw   | Mo   | Di   | Mi   | Do   | Fr   | Sa   | So   |
| ---- | ---- | ---- | ---- | ---- | ---- | ---- | ---- |
| 9    |      |      | 1    | 2    | 3    | 4    | 5    |
| 10   | 6    | 7    | 8    | 9    | 10   | 11   | 12   |
| 11   | 13   | 14   | 15   | 16   | 17   | 18   | 19   |
| 12   | 20   | 21   | 22   | 23   | 24   | 25   | 26   |
| 13   | 27   | 28   | 29   | 30   | 31   |      |      |

| April | April | April | April | April | April | April | April |
| Kw    | Mo    | Di    | Mi    | Do    | Fr    | Sa    | So    |
| ----- | ----- | ----- | ----- | ----- | ----- | ----- | ----- |
| 13    |       |       |       |       |       | 1     | 2     |
| 14    | 3     | 4     | 5     | 6     | 7     | 8     | 9     |
| 15    | 10    | 11    | 12    | 13    | 14    | 15    | 16    |
| 16    | 17    | 18    | 19    | 20    | 21    | 22    | 23    |
| 17    | 24    | 25    | 26    | 27    | 28    | 29    | 30    |

| Mai | Mai | Mai | Mai | Mai | Mai | Mai | Mai |
| Kw  | Mo  | Di  | Mi  | Do  | Fr  | Sa  | So  |
| --- | --- | --- | --- | --- | --- | --- | --- |
| 18  | 1   | 2   | 3   | 4   | 5   | 6   | 7   |
| 19  | 8   | 9   | 10  | 11  | 12  | 13  | 14  |
| 20  | 15  | 16  | 17  | 18  | 19  | 20  | 21  |
| 21  | 22  | 23  | 24  | 25  | 26  | 27  | 28  |
| 22  | 29  | 30  | 31  |     |     |     |     |

| Juni | Juni | Juni | Juni | Juni | Juni | Juni | Juni |
| Kw   | Mo   | Di   | Mi   | Do   | Fr   | Sa   | So   |
| ---- | ---- | ---- | ---- | ---- | ---- | ---- | ---- |
| 22   |      |      |      | 1    | 2    | 3    | 4    |
| 23   | 5    | 6    | 7    | 8    | 9    | 10   | 11   |
| 24   | 12   | 13   | 14   | 15   | 16   | 17   | 18   |
| 25   | 19   | 20   | 21   | 22   | 23   | 24   | 25   |
| 26   | 26   | 27   | 28   | 29   | 30   |      |      |

| Juli | Juli | Juli | Juli | Juli | Juli | Juli | Juli |
| Kw   | Mo   | Di   | Mi   | Do   | Fr   | Sa   | So   |
| ---- | ---- | ---- | ---- | ---- | ---- | ---- | ---- |
| 26   |      |      |      |      |      | 1    | 2    |
| 27   | 3    | 4    | 5    | 6    | 7    | 8    | 9    |
| 28   | 10   | 11   | 12   | 13   | 14   | 15   | 16   |
| 29   | 17   | 18   | 19   | 20   | 21   | 22   | 23   |
| 30   | 24   | 25   | 26   | 27   | 28   | 29   | 30   |
| 31   | 31   |      |      |      |      |      |      |

| August | August | August | August | August | August | August | August |
| Kw     | Mo     | Di     | Mi     | Do     | Fr     | Sa     | So     |
| ------ | ------ | ------ | ------ | ------ | ------ | ------ | ------ |
| 31     |        | 1      | 2      | 3      | 4      | 5      | 6      |
| 32     | 7      | 8      | 9      | 10     | 11     | 12     | 13     |
| 33     | 14     | 15     | 16     | 17     | 18     | 19     | 20     |
| 34     | 21     | 22     | 23     | 24     | 25     | 26     | 27     |
| 35     | 28     | 29     | 30     | 31     |        |        |        |

| September | September | September | September | September | September | September | September |
| Kw        | Mo        | Di        | Mi        | Do        | Fr        | Sa        | So        |
| --------- | --------- | --------- | --------- | --------- | --------- | --------- | --------- |
| 35        |           |           |           |           | 1         | 2         | 3         |
| 36        | 4         | 5         | 6         | 7         | 8         | 9         | 10        |
| 37        | 11        | 12        | 13        | 14        | 15        | 16        | 17        |
| 38        | 18        | 19        | 20        | 21        | 22        | 23        | 24        |
| 39        | 25        | 26        | 27        | 28        | 29        | 30        |           |

| Oktober | Oktober | Oktober | Oktober | Oktober | Oktober | Oktober | Oktober |
| Kw      | Mo      | Di      | Mi      | Do      | Fr      | Sa      | So      |
| ------- | ------- | ------- | ------- | ------- | ------- | ------- | ------- |
| 39      |         |         |         |         |         |         | 1       |
| 40      | 2       | 3       | 4       | 5       | 6       | 7       | 8       |
| 41      | 9       | 10      | 11      | 12      | 13      | 14      | 15      |
| 42      | 16      | 17      | 18      | 19      | 20      | 21      | 22      |
| 43      | 23      | 24      | 25      | 26      | 27      | 28      | 29      |
| 44      | 30      | 31      |         |         |         |         |         |

| November | November | November | November | November | November | November | November |
| Kw       | Mo       | Di       | Mi       | Do       | Fr       | Sa       | So       |
| -------- | -------- | -------- | -------- | -------- | -------- | -------- | -------- |
| 44       |          |          | 1        | 2        | 3        | 4        | 5        |
| 45       | 6        | 7        | 8        | 9        | 10       | 11       | 12       |
| 46       | 13       | 14       | 15       | 16       | 17       | 18       | 19       |
| 47       | 20       | 21       | 22       | 23       | 24       | 25       | 26       |
| 48       | 27       | 28       | 29       | 30       |          |          |          |

| Dezember | Dezember | Dezember | Dezember | Dezember | Dezember | Dezember | Dezember |
| Kw       | Mo       | Di       | Mi       | Do       | Fr       | Sa       | So       |
| -------- | -------- | -------- | -------- | -------- | -------- | -------- | -------- |
| 48       |          |          |          |          | 1        | 2        | 3        |
| 49       | 4        | 5        | 6        | 7        | 8        | 9        | 10       |
| 50       | 11       | 12       | 13       | 14       | 15       | 16       | 17       |
| 51       | 18       | 19       | 20       | 21       | 22       | 23       | 24       |
| 52       | 25       | 26       | 27       | 28       | 29       | 30       | 31       |

| Januar | Januar | Januar | Januar | Januar | Januar | Januar | Januar |
| Kw     | Mo     | Di     | Mi     | Do     | Fr     | Sa     | So     |
| ------ | ------ | ------ | ------ | ------ | ------ | ------ | ------ |
| 52     |        |        |        |        |        |        | 1      |
| 1      | 2      | 3      | 4      | 5      | 6      | 7      | 8      |
| 2      | 9      | 10     | 11     | 12     | 13     | 14     | 15     |
| 3      | 16     | 17     | 18     | 19     | 20     | 21     | 22     |
| 4      | 23     | 24     | 25     | 26     | 27     | 28     | 29     |
| 5      | 30     | 31     |        |        |        |        |        |

| Februar | Februar | Februar | Februar | Februar | Februar | Februar | Februar |
| Kw      | Mo      | Di      | Mi      | Do      | Fr      | Sa      | So      |
| ------- | ------- | ------- | ------- | ------- | ------- | ------- | ------- |
| 5       |         |         | 1       | 2       | 3       | 4       | 5       |
| 6       | 6       | 7       | 8       | 9       | 10      | 11      | 12      |
| 7       | 13      | 14      | 15      | 16      | 17      | 18      | 19      |
| 8       | 20      | 21      | 22      | 23      | 24      | 25      | 26      |
| 9       | 27      | 28      |         |         |         |         |         |

| März | März | März | März | März | März | März | März |
| Kw   | Mo   | Di   | Mi   | Do   | Fr   | Sa   | So   |
| ---- | ---- | ---- | ---- | ---- | ---- | ---- | ---- |
| 9    |      |      | 1    | 2    | 3    | 4    | 5    |
| 10   | 6    | 7    | 8    | 9    | 10   | 11   | 12   |
| 11   | 13   | 14   | 15   | 16   | 17   | 18   | 19   |
| 12   | 20   | 21   | 22   | 23   | 24   | 25   | 26   |
| 13   | 27   | 28   | 29   | 30   | 31   |      |      |

| April | April | April | April | April | April | April | April |
| Kw    | Mo    | Di    | Mi    | Do    | Fr    | Sa    | So    |
| ----- | ----- | ----- | ----- | ----- | ----- | ----- | ----- |
| 13    |       |       |       |       |       | 1     | 2     |
| 14    | 3     | 4     | 5     | 6     | 7     | 8     | 9     |
| 15    | 10    | 11    | 12    | 13    | 14    | 15    | 16    |
| 16    | 17    | 18    | 19    | 20    | 21    | 22    | 23    |
| 17    | 24    | 25    | 26    | 27    | 28    | 29    | 30    |

| Mai | Mai | Mai | Mai | Mai | Mai | Mai | Mai |
| Kw  | Mo  | Di  | Mi  | Do  | Fr  | Sa  | So  |
| --- | --- | --- | --- | --- | --- | --- | --- |
| 18  | 1   | 2   | 3   | 4   | 5   | 6   | 7   |
| 19  | 8   | 9   | 10  | 11  | 12  | 13  | 14  |
| 20  | 15  | 16  | 17  | 18  | 19  | 20  | 21  |
| 21  | 22  | 23  | 24  | 25  | 26  | 27  | 28  |
| 22  | 29  | 30  | 31  |     |     |     |     |

| Juni | Juni | Juni | Juni | Juni | Juni | Juni | Juni |
| Kw   | Mo   | Di   | Mi   | Do   | Fr   | Sa   | So   |
| ---- | ---- | ---- | ---- | ---- | ---- | ---- | ---- |
| 22   |      |      |      | 1    | 2    | 3    | 4    |
| 23   | 5    | 6    | 7    | 8    | 9    | 10   | 11   |
| 24   | 12   | 13   | 14   | 15   | 16   | 17   | 18   |
| 25   | 19   | 20   | 21   | 22   | 23   | 24   | 25   |
| 26   | 26   | 27   | 28   | 29   | 30   |      |      |

| Juli | Juli | Juli | Juli | Juli | Juli | Juli | Juli |
| Kw   | Mo   | Di   | Mi   | Do   | Fr   | Sa   | So   |
| ---- | ---- | ---- | ---- | ---- | ---- | ---- | ---- |
| 26   |      |      |      |      |      | 1    | 2    |
| 27   | 3    | 4    | 5    | 6    | 7    | 8    | 9    |
| 28   | 10   | 11   | 12   | 13   | 14   | 15   | 16   |
| 29   | 17   | 18   | 19   | 20   | 21   | 22   | 23   |
| 30   | 24   | 25   | 26   | 27   | 28   | 29   | 30   |
| 31   | 31   |      |      |      |      |      |      |

| August | August | August | August | August | August | August | August |
| Kw     | Mo     | Di     | Mi     | Do     | Fr     | Sa     | So     |
| ------ | ------ | ------ | ------ | ------ | ------ | ------ | ------ |
| 31     |        | 1      | 2      | 3      | 4      | 5      | 6      |
| 32     | 7      | 8      | 9      | 10     | 11     | 12     | 13     |
| 33     | 14     | 15     | 16     | 17     | 18     | 19     | 20     |
| 34     | 21     | 22     | 23     | 24     | 25     | 26     | 27     |
| 35     | 28     | 29     | 30     | 31     |        |        |        |

| September | September | September | September | September | September | September | September |
| Kw        | Mo        | Di        | Mi        | Do        | Fr        | Sa        | So        |
| --------- | --------- | --------- | --------- | --------- | --------- | --------- | --------- |
| 35        |           |           |           |           | 1         | 2         | 3         |
| 36        | 4         | 5         | 6         | 7         | 8         | 9         | 10        |
| 37        | 11        | 12        | 13        | 14        | 15        | 16        | 17        |
| 38        | 18        | 19        | 20        | 21        | 22        | 23        | 24        |
| 39        | 25        | 26        | 27        | 28        | 29        | 30        |           |

| Oktober | Oktober | Oktober | Oktober | Oktober | Oktober | Oktober | Oktober |
| Kw      | Mo      | Di      | Mi      | Do      | Fr      | Sa      | So      |
| ------- | ------- | ------- | ------- | ------- | ------- | ------- | ------- |
| 39      |         |         |         |         |         |         | 1       |
| 40      | 2       | 3       | 4       | 5       | 6       | 7       | 8       |
| 41      | 9       | 10      | 11      | 12      | 13      | 14      | 15      |
| 42      | 16      | 17      | 18      | 19      | 20      | 21      | 22      |
| 43      | 23      | 24      | 25      | 26      | 27      | 28      | 29      |
| 44      | 30      | 31      |         |         |         |         |         |

| November | November | November | November | November | November | November | November |
| Kw       | Mo       | Di       | Mi       | Do       | Fr       | Sa       | So       |
| -------- | -------- | -------- | -------- | -------- | -------- | -------- | -------- |
| 44       |          |          | 1        | 2        | 3        | 4        | 5        |
| 45       | 6        | 7        | 8        | 9        | 10       | 11       | 12       |
| 46       | 13       | 14       | 15       | 16       | 17       | 18       | 19       |
| 47       | 20       | 21       | 22       | 23       | 24       | 25       | 26       |
| 48       | 27       | 28       | 29       | 30       |          |          |          |

| Dezember | Dezember | Dezember | Dezember | Dezember | Dezember | Dezember | Dezember |
| Kw       | Mo       | Di       | Mi       | Do       | Fr       | Sa       | So       |
| -------- | -------- | -------- | -------- | -------- | -------- | -------- | -------- |
| 48       |          |          |          |          | 1        | 2        | 3        |
| 49       | 4        | 5        | 6        | 7        | 8        | 9        | 10       |
| 50       | 11       | 12       | 13       | 14       | 15       | 16       | 17       |
| 51       | 18       | 19       | 20       | 21       | 22       | 23       | 24       |
| 52       | 25       | 26       | 27       | 28       | 29       | 30       | 31       |

## Ereignisse

### Politik und Weltgeschehen

#### England und Irland
- 6. Juli: Eduard VI., König von England und Irland aus dem Haus Tudor, stirbt nach rund sechsjähriger Herrschaft im Alter von 15 Jahren in Greenwich wahrscheinlich an Tuberkulose. Nach Beginn seiner Krankheit im Februar haben er und der Regentschaftsrat versucht, die Rückkehr Englands zum Katholizismus zu verhindern. Seine Halbschwestern Maria und Elisabeth wurden aus der Thronfolge ausgeschlossen und stattdessen seine Cousine Jane Grey als Erbin benannt. Der Tod des Königs wird für einige Tage geheim gehalten, damit für die Vorbereitungen der Thronfolge Lady Janes genügend Zeit verbleibt. Hohe Beamte der Regierung und der Behörden schwören der neuen Königin privat ihre Ergebenheit und Treue.

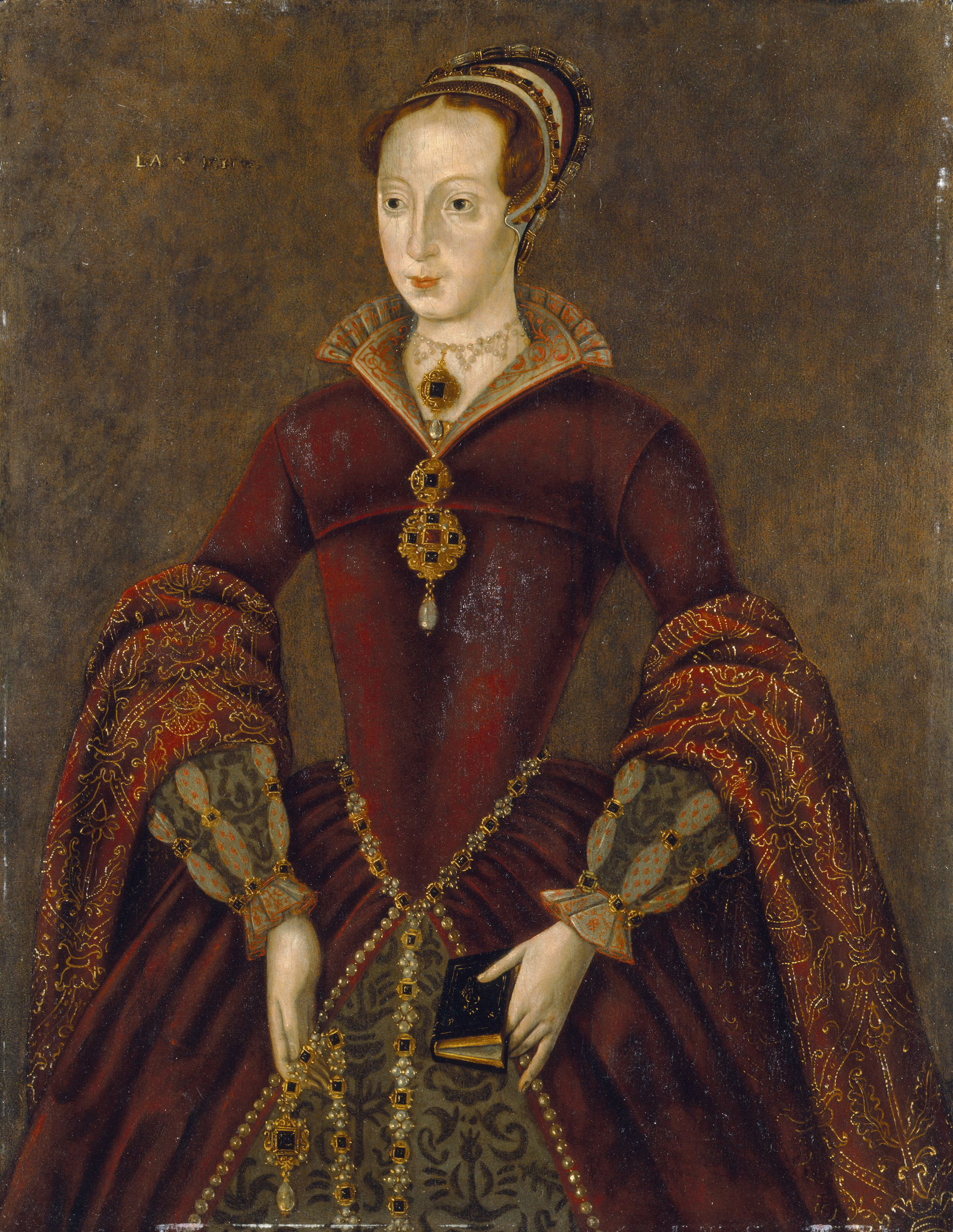
Lady Jane Grey

- 10. Juli: Lady Jane Grey wird zur Königin von England und Irland proklamiert. Am 19. Juli wird sie jedoch von Getreuen der katholischen Königin Maria I. gestürzt und verhaftet. Die Thronfolge Lady Janes wird als eine unter Zwang herbeigeführte Tat widerrufen und ihre Erbfolge für ungesetzlich erklärt. Auch ihr Vater Henry Grey, 1. Duke of Suffolk, ihr Ehemann Guildford Dudley und ihr Schwiegervater John Dudley, 1. Duke of Northumberland, werden verhaftet. Letzterer wird noch im gleichen Jahr, am 22. August, hingerichtet.
- Am 3. August zieht Maria zusammen mit ihrer Schwester Elisabeth, die ihren Thronanspruch unterstützt hat, triumphierend in London ein und nimmt zeremoniell den Tower in Besitz. Wie es zum Amtsantritt eines neuen Monarchen üblich ist, begnadigte sie zahlreiche im Tower inhaftierte Gefangene, unter anderem die hochrangigen Katholiken Thomas Howard, 3. Duke of Norfolk, Edward Courtenay, 1. Earl of Devon und Stephan Gardiner. Letzteren ernennt sie zu ihrem Lordkanzler.
- 1. Oktober: Maria wird in der Westminster Abbey zur Königin von England und Irland gekrönt.

#### Zweiter Markgrafenkrieg

Schlachtaufstellung bei Sievershausen, Truppen von Markgraf Albrecht: blau, Truppen von Kurfürst Moritz: rot

- 9. Juli: In der Schlacht bei Sievershausen im Zweiten Markgrafenkrieg besiegt Kurfürst Moritz von Sachsen seinen ehemaligen Verbündeten Markgraf Albrecht Alcibiades von Brandenburg-Kulmbach und trägt damit wesentlich zum Zustandekommen des Augsburger Religionsfriedens zwei Jahre später bei. Durch einen Schuss in den Unterleib wird er in der Schlacht allerdings so schwer verletzt, dass er seinen Verletzungen zwei Tage später erliegt. Da er ohne männlichen Nachkommen stirbt, wird sein jüngerer Bruder August neuer Kurfürst von Sachsen.
- 7. August: Die Belagerung von Hof endet mit der Einnahme der Stadt durch Heinrich IV. von Plauen am 28. September.
- 11. Oktober: Albrecht Alcibiades erobert Hof zurück.

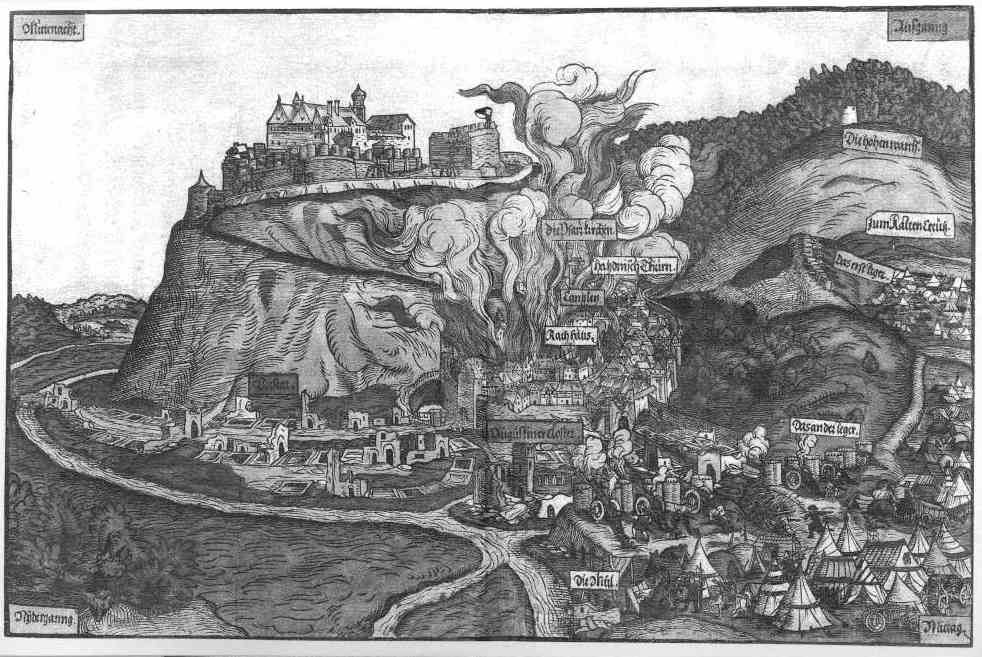
Belagerung der Plassenburg und das brennende Kulmbach, zeitgenössischer Holzschnitt von Hans Glaser

- 26. November: Plünderung und Zerstörung der Stadt Kulmbach im Rahmen des Zweiten Markgrafenkrieges.
- 27. November: Hof wird von den Gegnern des Markgrafen neuerlich erobert. Georg Wolf von Kotzau wird als Statthalter eingesetzt.

#### Weitere Ereignisse in Europa
- 24. August: Richard Chancellor, der im Auftrag einer Londoner Handelskompanie einen nördlichen Seeweg nach China erkunden sollte, verschlägt es mit der Edward Bonaventure an die Mündung der Nördlichen Dwina; zwei Begleitschiffe waren gesunken. Im Dezember treffen die Engländer in Moskau ein. Die Engländer entdecken über das Weiße Meer den nördlichen Zugang zum Moskauer Reich und stellen eine wichtige Handelsverbindung mit Westeuropa her. (vgl. Muscovy Company)

#### Amerika
- 25. Dezember: In der Schlacht von Tucapel im Arauco-Krieg in Araukanien besiegen Mapuche unter ihrem Kriegshäuptling Lautaro eine Konquistadorentruppe unter Pedro de Valdivia, dem spanischen Generalkapitän und Gouverneur von Chile. Der gefangene Gouverneur wird anschließend hingerichtet, der exakte Tag ist wegen widersprüchlicher Quellen ungewiss.

#### Asien
In Japan wird die Schlacht von Fuse geschlagen, die erste von fünf Schlachten von Kawanakajima zwischen Takeda Shingen aus der Provinz Kai und Uesugi Kenshin aus der Provinz Echigo. Aufgrund ungünstiger Bedingungen brechen beide Seiten den Kampf ab und treffen kurze Zeit später erneut aufeinander. Jedoch kann auch hier keine der beiden Armeen den Sieg für sich erringen.
Portugiesen errichten mit chinesischer Erlaubnis ein Handels- und Missionarszentrum in Macau. Die Souveränität über den Handelsposten bleibt jedoch beim Kaiserreich China.
Sultan Süleyman I. beginnt seine dritte und letzte Kampagne gegen Tahmasp I. im Osmanisch-Safawidischen Krieg. Während eines Halts der Armee bei Ereğli bei Konya lockt der Großwesir Rüstem Pascha den ältesten Sohn Süleymans Şehzade Mustafa in eine Falle: Er bietet ihm an, sich der Armee seines Vaters anzuschließen, überzeugt aber gleichzeitig den Sultan von dessen vermeintlichen Umsturzabsichten. Süleyman betrachtet die um Mustafa versammelten Truppen als Bedrohung und befiehlt daraufhin die Hinrichtung des Prinzen. Şehzade Mustafa galt bis zu seinem Lebensende als Anwärter auf den osmanischen Thron.

### Wirtschaft
- Taler Johann Friedrichs des Großmütigen nach seiner Gefangenschaft

### Wissenschaft und Technik

#### Suche nach der Nordostpassage
- Der englische Offizier Hugh Willoughby macht sich mit einer aus drei Schiffen bestehenden Expedition als erster Westeuropäer auf die Suche nach einer Nordostpassage nach China. Im August werden die Schiffe durch einen Sturm getrennt. Die Edward Bonaventure unter dem Kommando von Richard Chancellor setzt daraufhin ihren Weg alleine in Richtung Russland fort.

#### Geschichte

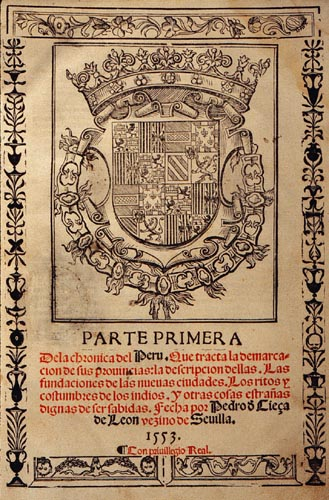
Cronica del Perú 1553

- Pedro de Cieza de León gibt den ersten Band seiner Cronica del Perú heraus.

#### Medizin und Naturwissenschaften
- Januar: Die religiöse Schrift Christianismi Restitutio des Michael Servetus enthält erstmals kurzgefasste schriftliche Erläuterungen zum Lungenkreislauf, die auf den Entdeckungen des mittelalterlichen arabischen Arztes Ibn an-Nafīs beruhen und im Widerspruch zu den traditionellen Lehren Galens stehen.

#### Lehre und Forschung
- 4. März: Offizieller Gründungstag des Akademischen Gymnasiums, des ältesten Gymnasiums in Wien, durch die Anerkennung seitens der Universität Wien. Die Schule wird bis 1773 von den Jesuiten (danach lange Zeit von den Piaristen) geführt.

#### Technische Errungenschaften
- Die Siebenbrunner Hofwasserleitung, die älteste Wasserleitung nach Wien, wird fertiggestellt.
- Der Bau des Aquädukts des Padre Tembleque in Mexiko beginnt.

### Kultur

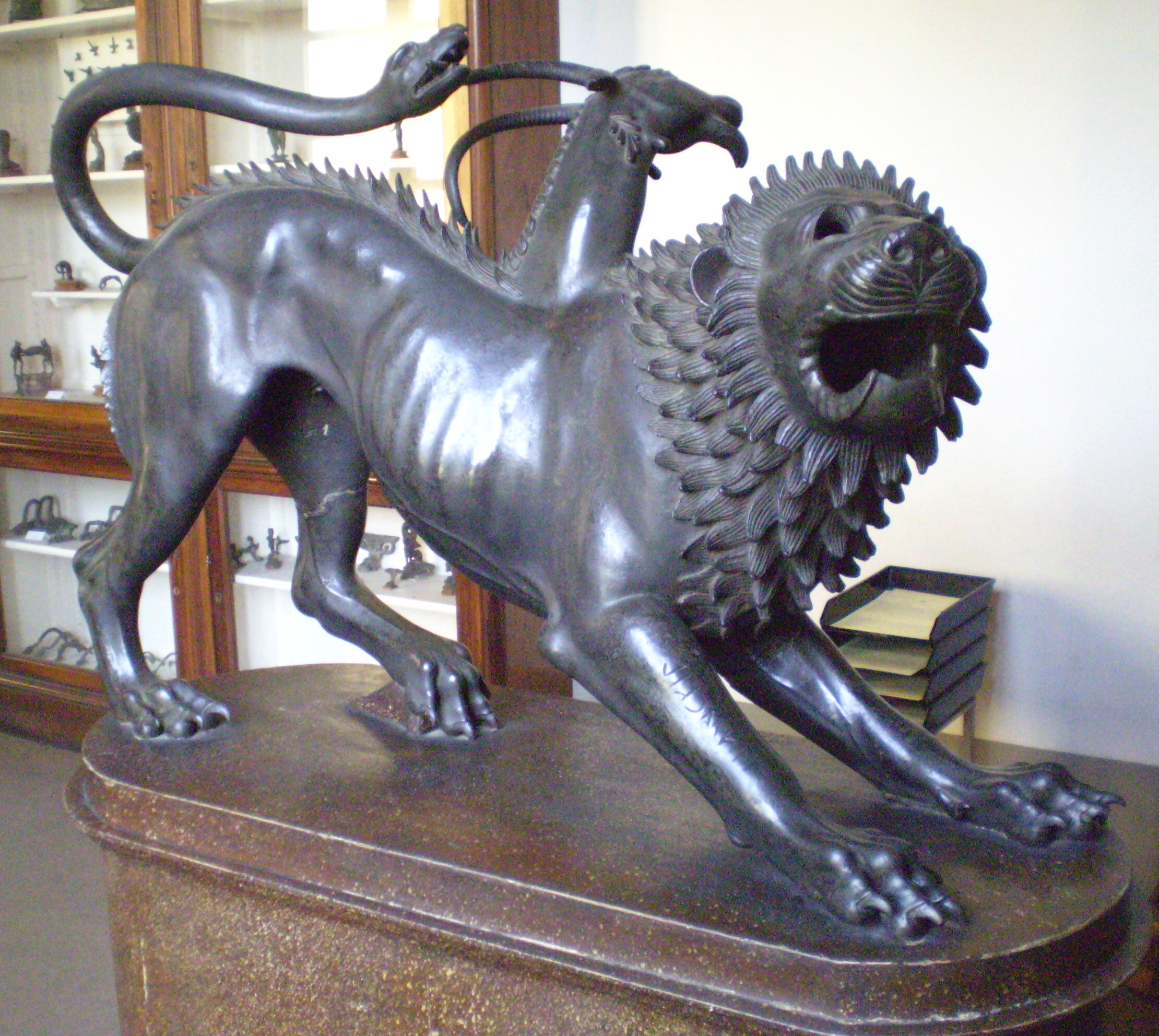
Die etruskische Chimäre von Arezzo

- 15. November: Beim Bau von Festungen nahe dem italienischen Arezzo wird die Chimäre von Arezzo, ein Beispiel etruskischer Kunst, gefunden.
- 18. Dezember: Der Elefant Soliman stirbt vermutlich auf Grund nicht artgemäßer Haltung in Wien.

### Religion

#### Die Hinrichtung des Michael Servetus in Genf

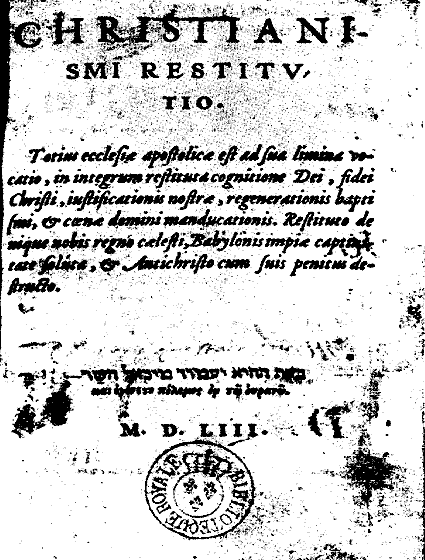
Titelseite der Erstausgabe von Christianismi Restitutio

Michael Servetus lässt im Januar in Vienne heimlich seine Schrift Christianismi Restitutio drucken. Darin wendet er sich gegen das Dogma der Dreifaltigkeit und gegen die Prädestinationslehre, die Johannes Calvin in seinem Hauptwerk Institutio Christianae Religionis als wesentliche Grundsätze des Christentums festgelegt hat. Servet ist der Ansicht, dass Gott niemanden verurteilt oder verdammt, der sich nicht durch eigene Gedanken, Worte oder Taten selbst verurteilt. Er wird am 4. April wegen Ketzerei verhaftet und flieht am 7. April aus dem Gefängnis der Bischofsresidenz. Er wird verurteilt, in Vienne mit seinen Büchern in effigie verbrannt und flieht nach Genf, wo er am 12. August erneut verhaftet wird. In dem folgenden Verfahren, das durch heftige theologische Auseinandersetzungen zwischen Servetus und Calvin gekennzeichnet ist, erkennt auf Calvins Beharren hin die Mehrheit der Richter nach einem Gesetz, das in ihrem Land nicht wirksam ist, für eine Tat, die nicht in ihrem Land begangen worden ist, und für eine Person, die nicht ihrer Gewalt untersteht, auf die Todesstrafe. Auf Drängen von Guillaume Farel, einem anderen in Genf wirkenden Reformator, veranlasst Calvin am 27. Oktober die Vollstreckung des Todesurteils mittels des Scheiterhaufens. Der Augenzeuge Pieter Overd’hage holt angeblich das mit zu verbrennende Exemplar der Restitutio aus den Flammen.

#### Weitere religiöse Ereignisse
- 20. April: Das Erzbistum Bagdad der Chaldäer wird gegründet.
- 9. September: Papst Julius III. lässt in Rom die in den Tagen zuvor bei Juden konfiszierten Talmudexemplare öffentlich verbrennen. Die Inquisition rät in der Folge auch anderen christlichen Herrschern zu diesem Vorgehen gegenüber dem jüdischen Schriftwerk.
- Etwa 200 Mitglieder der Londoner Fremdlingsgemeinde des Reformators  Johannes a Lasco, die zunächst unter in König Eduard VI. von England dort aufgenommen worden sind, müssen vor der katholischen Königin Maria I. fliehen und erreichen nach Abweisung in Kopenhagen im Herbst Travemünde. Das gilt als der Beginn der Reformierten Kirche in Lübeck.

## Geboren

### Geburtsdatum gesichert
- 12. Januar: Johannes Wanckel, deutscher Geschichtswissenschaftler († 1616)
- 08. Februar: Marija Fjodorowna Nagaja, Zarin von Russland († 1612)
- 29. April: Albrecht Friedrich, regierender Fürst des Herzogtums Preußen († 1618)
- 30. April: Louise de Lorraine-Vaudémont, Königin von Frankreich († 1601)

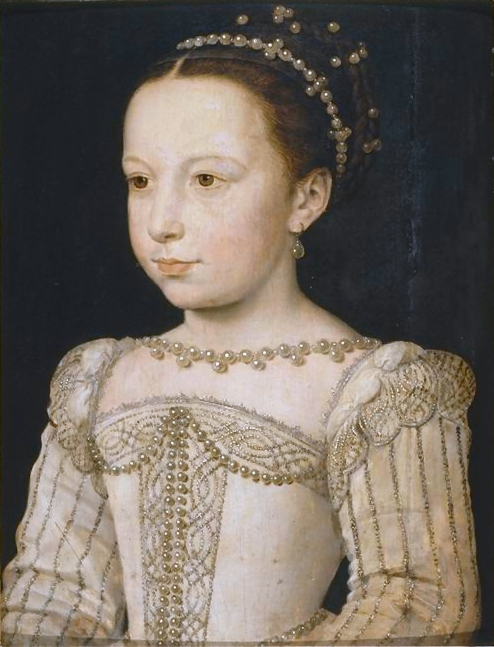
Margarete von Valois als Kind

- 14. Mai: Margarete von Valois, Königin von Frankreich und Navarra († 1615)
- 28. Mai: Eberhard von Weyhe, Hofbeamter, Jurist und Schriftsteller († 1633)
- 24. Juni: Philipp Wilhelm von Cornberg, deutscher Adliger († 1616)
- 27. Juni: Franz III., Graf von Waldeck zu Landau († 1597)
- 08. Juli: Philipp Jakob Schröter, deutscher Mediziner († 1617)
- 15. Juli: Johann Schweikhard von Cronberg, Erzbischof und Kurfürst von Mainz († 1626)
- 26. September: Nicolò Contarini, 97. Doge von Venedig († 1631)
- 20. Oktober: Zacharias Brendel der Ältere, deutscher Philosoph, Physiker, Mediziner und Botaniker († 1626)
- 21. November: Philipp Ludwig I., Graf von Hanau-Münzenberg († 1580)
- 23. November: Prospero Alpini, italienischer Arzt und Botaniker († 1617)

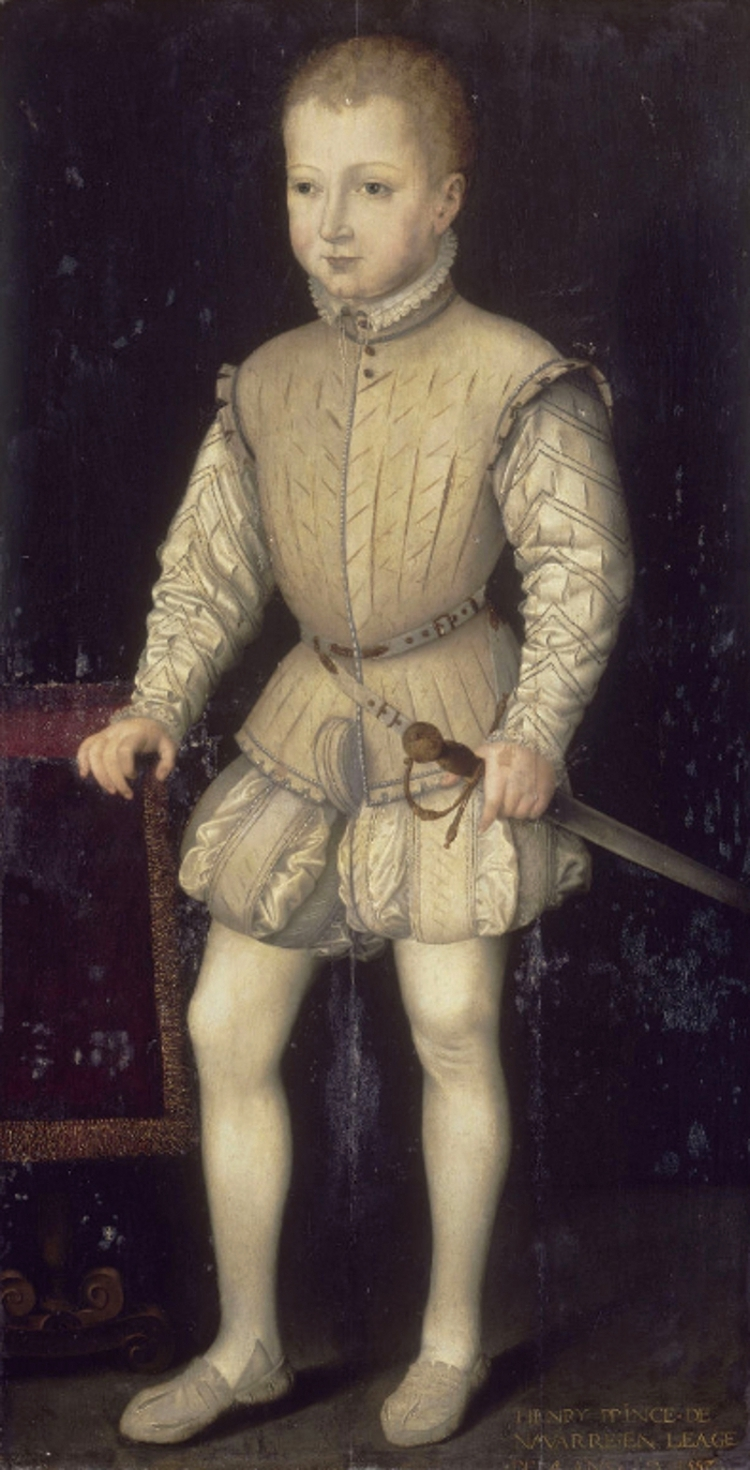
Der spätere König Heinrich IV. als Kind

- 13. Dezember: Heinrich IV., König von Frankreich († 1610)

### Genaues Geburtsdatum unbekannt
- John Florio, englischer Übersetzer und Gelehrter († 1625)
- John Lyly, englischer Schriftsteller († 1606)
- Thomas Muffet, englischer Arzt und Naturforscher († 1604)
- Joachim Reutlinger, Schweizer Bürgermeister († 1620)

### Geboren um 1553
- Leonhard Lechner, Kirchenmusiker in Württemberg († 1606)

## Gestorben

### Erstes Halbjahr
- 01. Januar: Johannes Rivius, deutscher Pädagoge und Theologe (* 1500)
- 13. Januar: Georg II., Herzog von Münsterberg und Oels, Graf von Glatz (* 1512)
- 04. Februar: Caspar Othmayr, deutscher Priester, Theologe und Komponist (* 1515)
- 06. Februar: Ernst I. von Baden-Durlach, Markgraf von Baden-Pforzheim (* 1482)
- 19. Februar: Erasmus Reinhold, deutscher Astronom und Mathematiker (* 1511)
- 05. März: Augustin Hirschvogel, deutscher Geodät und Kartograf (* 1503)
- 07. März: Wolfgang Dachstein, Organist und Textdichter (* 1487)
- 18. März: Václav Hájek z Libočan, böhmischer Chronist
- 05. April: Anton Corvinus, deutscher lutherischer Theologe und Reformator (* 1501)
- 09. April: François Rabelais, französischer Schriftsteller (* 1494)
- 05. Mai: Erasmus Alber, deutscher Theologe, Reformator und Dichter (* 1498)
- 13. Mai: Johannes Aepinus, deutscher Theologe und kirchenpolitischer Reformator (* 1499)
- 16. Mai: Fünf Märtyrer von Lyon, französische Theologiestudenten und evangelische Märtyrer
- 23. Mai: Francesco Donà, 79. Doge von Venedig (* um 1468)
- 22. Juni: Girolamo Marini, italienischer Architekt und Militäringenieur (* um 1500)

### Zweites Halbjahr

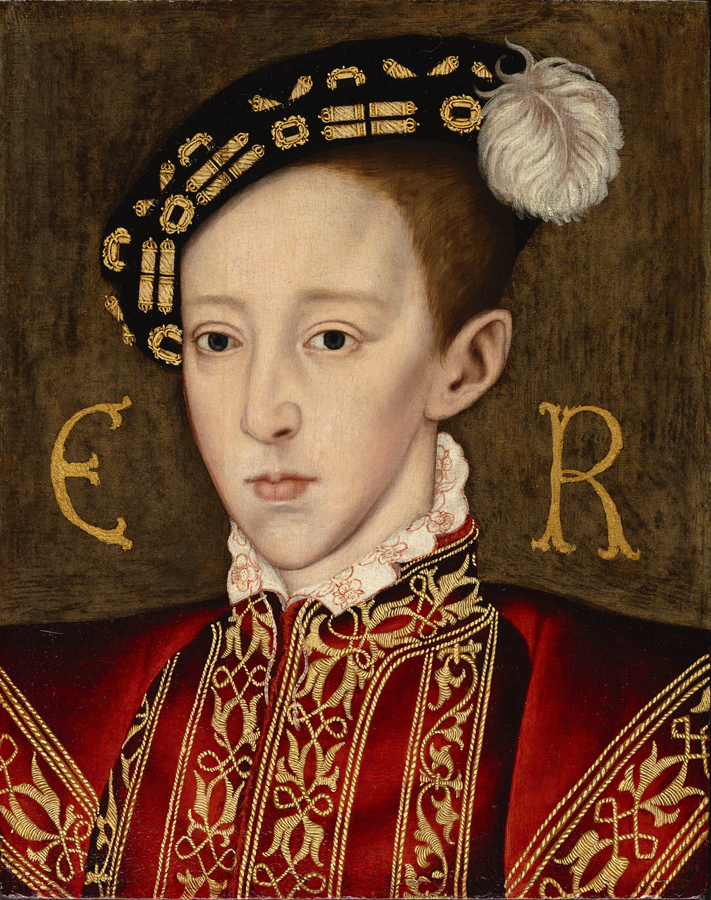
König Eduard VI. um 1550

- 06. Juli: Eduard VI., König von England (* 1537)
- 11. Juli: Moritz, Herzog und Kurfürst von Sachsen (* 1521)
- 15. Juli: Franz von Waldeck, Bischof von Minden, Osnabrück und Münster (* wahrscheinlich 1491)
- 18. Juli: Orazio Farnese, Herzog von Castro (* 1531)
- 31. Juli: Wilhelm von Schachten, landgräflich-hessischer Marschall (* um 1500)
- 03. August: Thomas Atzersen, deutscher Pfarrer
- 08. August: Girolamo Fracastoro, italienischer Arzt, Dichter und Philosoph (* um 1476/78)
- 17. August: Karl III., Herzog von Savoyen (* 1486)
- 22. August: John Dudley, 1. Duke of Northumberland, englischer Adeliger (* 1504)
- 05. September: Giovanni Mollio, italienischer Reformator und evangelischer Märtyrer (* um 1500)
- 06. September: Juan de Homedes, 47. Großmeister des Malteserordens (* 1477)
- 08. September: Francisco de Montejo, spanischer Konquistador (* um 1479)
- 09. September: Justinian von Holzhausen, Frankfurter Patrizier und Bürgermeister (* 1502)
- zwischen 4. September und 7. Oktober: Cristóbal de Morales, spanischer Komponist (* um 1500)
- 06. Oktober: Caspar Huberinus, deutscher lutherischer Theologe und Reformator (* 1500)

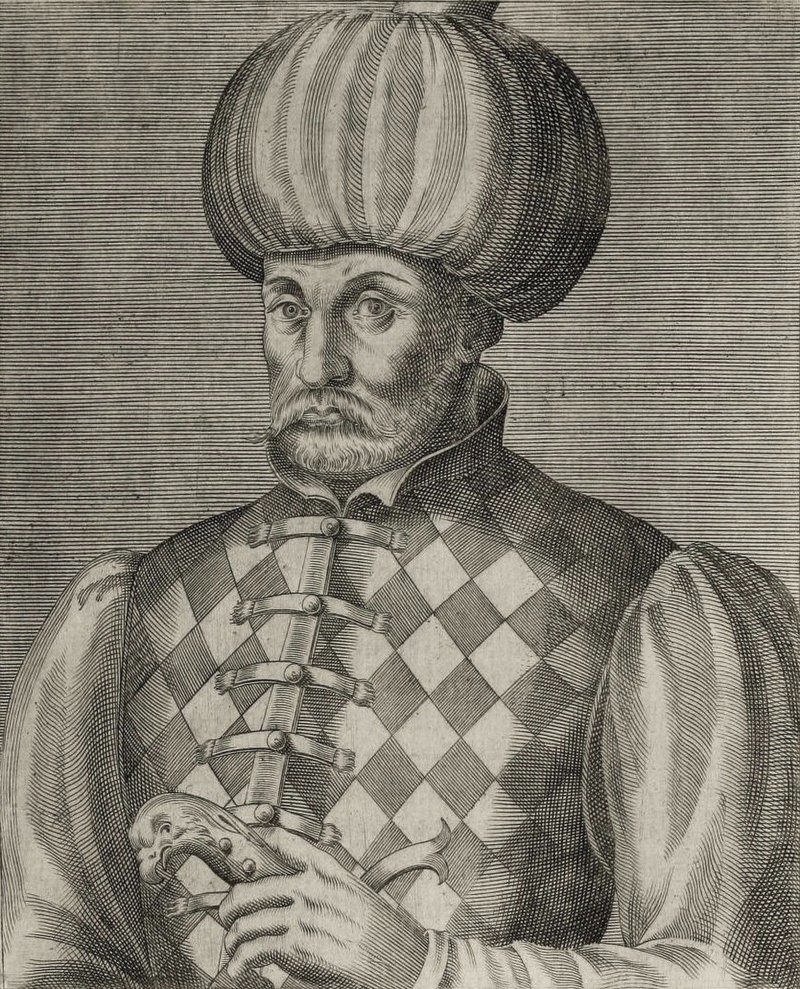
Posthume Darstellung von Şehzade Mustafa (1584)

- 06. Oktober: Şehzade Mustafa, osmanischer Prinz (* 1515)

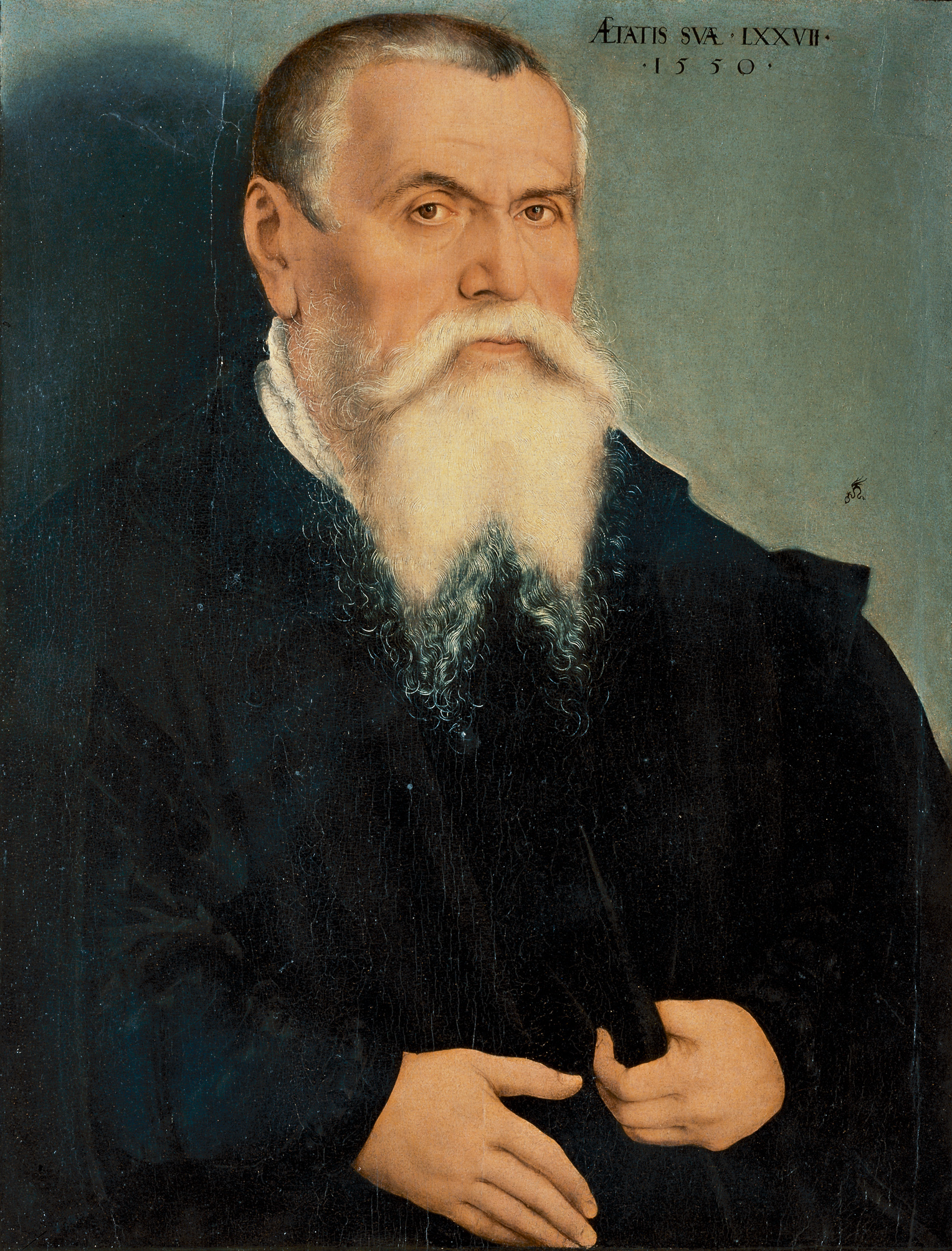
Lucas Cranach der Ältere, 1550

- 16. Oktober: Lucas Cranach der Ältere, deutscher Maler, Grafiker und Buchdrucker (* 1472)
- 17. Oktober: Georg III., Fürst von Anhalt-Plötzkau sowie Priester und treibende Kraft der Reformation (* 1507)
- 19. Oktober: Bonifazio Veronese, italienischer Maler (* um 1487)

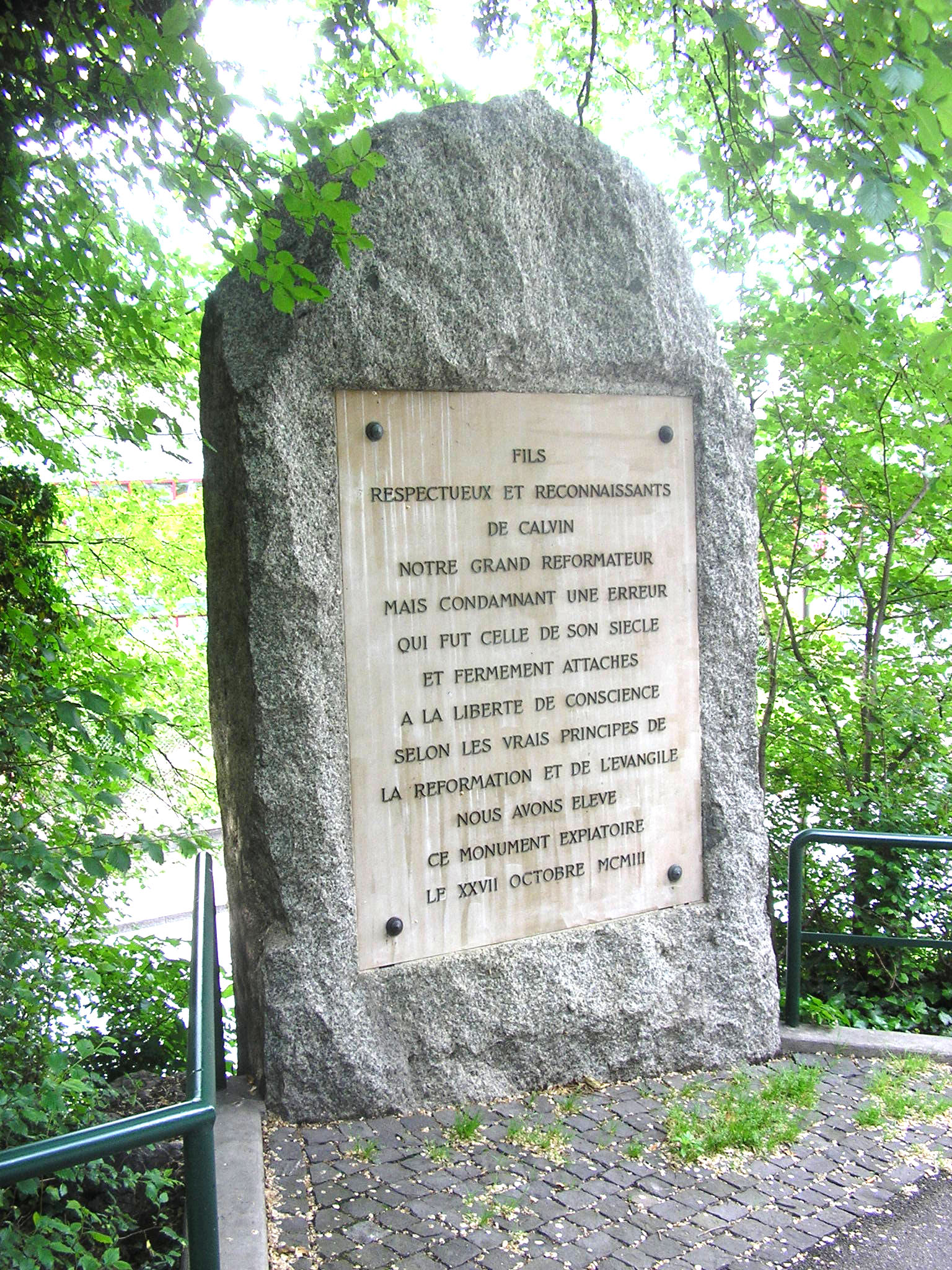
Servetus-Gedenkstein in Champel

- 27. Oktober: Michael Servetus, spanischer Arzt, Gelehrter, Humanist, Theologe und Antitrinitarier (* 1511)
- 28. Oktober: Giovanni Salviati, Kardinal der Römischen Kirche (* 1490)
- 30. Oktober: Jakob Sturm von Sturmeck, reformierter Bürgermeister von Straßburg (* 1489)
- 15. November: Lucrezia di Lorenzo de’ Medici, Angehörige des Patriziats von Florenz (* 1470)
- 21. Dezember: Sinan Pascha, Großadmiral der osmanischen Marine
- 25. Dezember: Pedro de Valdivia, span. Konquisitator (* 1497)

### Genaues Todesdatum unbekannt
- Giorgio di Pietro Andreoli, italienischer Bildhauer, Töpfer und Majolikamaler (* zwischen 1465 und 1470)
- Cornelis Anthonisz, niederländischer Maler und Kartograph (* um 1523)
- James Wedderburn, schottischer Dichter (* um 1495)